# 객관적 검사
객관적 검사(Objective test)는 응답 옵션에 있어서 피검자가 제한된 선택사항(예: 리커트 척도, 참 또는 거짓)만 가질 수 있도록 구성된다는 점에서 객관성을 극대화하는 조치이다.  이러한 방법으로 조치를 구조화하는 것은 결과를 관리하고 해석하는 것이 시험자의 판단에 의존하지 않도록 조치를 관리하는 맥락에서 개인의 주체성이나 편견을 최소화하기 위한 것이다. 신뢰도와 타당도에 있어서 중요하다.

## 심리학
한편 심리검사에서 사용되는 객관적 검사의 대표적인 예로는 WAIS, WISC, MMPI, MBTI, NEO PI-R(Revised NEO Personality Inventory),TCI(Temperament and Character Inventory) 등이 잘 알려져있다.

## 같이 보기
- 투사적 검사
- 심리통계